# Oryzisolibacter
Oryzisolibacter es un género de bacterias gramnegativas de la familia Comamonadaceae. Actualmente sólo contiene una especie: Oryzisolibacter propanilivorax. Fue descrita en el año 2017 y aislada inicialmente en 2007. Su etimología hace referencia a bacteria de cultivo de arroz. El nombre de la especie hace referencia a degradación de propanil. Es anaerobia facultativa y móvil. Catalasa y oxidasa positivas. Tiene un tamaño de 0,6 μm de ancho por 1,9 μm de largo. Forma colonias amarillas, circulares y convexas en agar LA tras 48 horas de incubación. Temperatura de crecimiento entre 15-37 °C. Tiene capacidad para degradar el propanil. Tiene un contenido de G+C del 69%. Se ha aislado del suelo de un arrozal en Portugal. 